# KAIKI
KAIKI（カイキ、1968年8月23日 - ）は、日本のベーシスト、作曲家。兵庫県出身。名古屋のヴィジュアル系シーンのパイオニアとして広く知られている。かつては大須のCDショップ・円盤屋とタイアップしてインディーズレーベル「noir」を設立し主宰した後、1996年にはフリーウィル傘下の「Soleil」の代表を務めた。名古屋系のドンと呼ばれる。ちなみに野球が好き。

## 略歴
1989年 - Silver-Roseを結成。
1994年 - Silver-Rose解散。ROUAGEに加入。
1996年 - ROUAGE脱退。WITH SEXYに加入。インディーズレーベル「Soleil」を設立。
1997年 - インディーズレーベル「Soleil」大阪支部として「Matina」設立。
1998年 - WITH SEXY解散。1999年 - 「Matina」が「Soleil」より独立。
2002年 - 「Soleil」解散。2008年 - 四国でインディーズレーベル「beast beat」設立。

## 人物
バンドを始めたきっかけは、バンドをしていた先輩を見てかっこいいと思ったことから、自分もバンドを組みBOØWYやBUCK-TICKのコピーをしていた。レーベル「noir」を設立したのは、名古屋のバンドを世に出したかったから。レーベル「Soleil」では全国のバンドを世に出した。1998年のWITH SEXY解散後はSoleil所属アーティストのマネージメントに徹した。レーベル「Soleil」解散以降はフリーウィルの社員として働き、お茶の営業、お好み焼き店経営を経て、四国でインディーズレーベル「beast beat」を設立し代表に就任後、現在は愛知県豊田市にて美装・補修工事会社である株式会社成美の代表取締役を務めている。WITH SEXYは解散し新たなCDやアイテムはリリースしていないが、ライブを行うことがある。

## Noir
KAIKI主宰インディーズレーベル「Noir」からリリースしたバンド。
- ROUAGE
- 雫...Shizuku - NAO（LADIESROOM）がプロデュース[4]。
- Romance for〜 - バンド名を清春が命名[4]。
- FANATIC◇CRISIS